# Молодіжна збірна Швеції з футболу
Молодіжна збірна Швеції з футболу (швед. Sveriges U21-herrlandslag i fotboll) — національна футбольна збірна Швеції, у складі якої можуть виступати шведські футболісти у віці 21 року та молодше.

## Виступи на молодіжних чемпіонатах Європи
- 1972: чвертьфінал
- 1974–1984: не пройшла кваліфікацію
- 1986: чвертьфінал
- 1988: не пройшла кваліфікацію
- 1990: півфінал
- 1992: віцечемпіон
- 1994–1996: не пройшла кваліфікацію
- 1998: шосте місце
- 2000–2002: не пройшла кваліфікацію
- 2004: четверте місце
- 2006–2007: не пройшла кваліфікацію
- 2009: півфінал
- 2011–2013: не пройшла кваліфікацію
- 2015: чемпіон
- 2017: груповий етап
- 2019: не пройшла кваліфікацію
- 2021: не пройшла кваліфікацію
- 2023: не пройшла кваліфікацію
- 2025: не пройшла кваліфікацію

## Досягнення
- Молодіжний чемпіонат Європи:
  -  Чемпіон: 2015
  -  Віцечемпіон: 1992
  -  3-є місце (2): 1990, 2009